# Otto Weckerling
Otto Weckerling (Magdeburg, 23 d'octubre de 1910 - Dortmund, 6 de maig de 1977) va ser un ciclista alemany que va ser professional entre 1934 i 1950, sempre a les files del mateix equip, el Durkopp.
Els seus èxits esportius més importants foren la victòria final a la Volta a Alemanya de 1937 i una etapa del Tour de França del mateix any.

## Palmarès
- 1937
  - 1r a la Volta a Alemanya i vencedor d'una etapa
  - Vencedor d'una etapa al Tour de França
- 1940
  - Vencedor d'una etapa del Circuit del Nord
- 1949
  - Vencedor d'una etapa de l'Echarpe d'or "Torpedo"

### Resultats al Tour de França
- 1935. 42è de la classificació general
- 1936. Abandona (15a etapa)
- 1937. 41è de la classificació general. Vencedor d'una etapa
- 1938. 21è de la classificació general